# Zeno Clash II
Zeno Clash II – gra komputerowa z gatunku bijatyk z elementami fabularnej gry akcji przedstawiona z perspektywy pierwszej osoby. Stworzona przez chilijskie studio ACE Team jako kontynuacja gry Zeno Clash i wydana w 2013 roku przez firmę Atlus na platformy Microsoft Windows, PlayStation 3 i Xbox 360. W Zeno Clash II obecny jest tryb kooperacji.